# Gonomyia (Gonomyia) debilis
Gonomyia (Gonomyia) debilis is een tweevleugelige uit de familie steltmuggen (Limoniidae). De soort komt voor in het Neotropisch gebied.